# Episodi di All That (undicesima stagione)
L'undicesima stagione della serie All That è stata trasmessa in prima visione negli Stati Uniti dal 15 giugno 2019 al 17 dicembre 2020 su Nickelodeon.
In Italia la serie va in onda dal 20 gennaio 2020 al 19 luglio 2021 su Nickelodeon.
| nº | Titolo originale       | Titolo italiano        | Prima TV USA      | Prima TV Italia |
| -- | ---------------------- | ---------------------- | ----------------- | --------------- |
| 1  | Episode 1101           | Episode 1101           | 15 giugno 2019    | 20 gennaio 2020 |
| 2  | Episode 1102           | Episode 1102           | 22 giugno 2019    | 21 gennaio 2020 |
| 3  | Episode 1103           | Episode 1103           | 29 giugno 2019    | 22 gennaio 2020 |
| 4  | Episode 1104           | Episode 1104           | 13 luglio 2019    | 23 gennaio 2020 |
| 5  | Episode 1105           | Episode 1105           | 27 luglio 2019    | 24 gennaio 2020 |
| 6  | Episode 1106           | Episode 1106           | 3 agosto 2019     | 27 gennaio 2020 |
| 7  | Episode 1107           | Episode 1107           | 21 settembre 2019 | 28 gennaio 2020 |
| 8  | Episode 1108           | Episode 1108           | 28 settembre 2019 | 29 gennaio 2020 |
| 9  | Episode 1109           | Episode 1109           | 5 ottobre 2019    | 3 febbraio 2020 |
| 10 | Episode 1110           | Episode 1110           | 12 ottobre 2019   | 31 gennaio 2020 |
| 11 | Episode 1111           | Episode 1111           | 2 novembre 2019   | 30 gennaio 2023 |
| 12 | Episode 1112           | Episode 1112           | 9 novembre 2019   | 4 febbraio 2020 |
| 13 | All That Music Special | All That Music Special | 16 novembre 2019  | 19 luglio 2021  |
| 14 | Episode 1113           | Episode 1113           | 30 novembre 2019  | 5 febbraio 2020 |
| 15 | Episode 1114           | Episode 1114           | 18 gennaio 2020   | 12 luglio 2021  |
| 16 | Episode 1116           | Episode 1116           | 25 gennaio 2020   | 12 luglio 2021  |
| 17 | Episode 1115           | Episode 1115           | 1 febbraio 2020   | 12 luglio 2021  |
| 18 | Episode 1117           | Episode 1117           | 8 febbraio 2020   | 13 luglio 2021  |
| 19 | Episode 1118           | Episode 1118           | 15 febbraio 2020  | 13 luglio 2021  |
| 20 | Episode 1119           | Episode 1119           | 22 febbraio 2020  | 13 luglio 2021  |
| 21 | Episode 1121           | Episode 1121           | 29 febbraio 2020  | 14 luglio 2021  |
| 22 | Episode 1120           | Episode 1120           | 21 marzo 2020     | 14 luglio 2021  |
| 23 | Episode 1122           | Episode 1122           | 4 aprile 2020     | 14 luglio 2021  |
| 24 | Episode 1123           | Episode 1123           | 11 aprile 2020    | 15 luglio 2021  |
| 25 | Episode 1124           | Episode 1124           | 18 aprile 2020    | 15 luglio 2021  |
| 26 | Episode 1125           | Episode 1125           | 25 aprile 2020    | 15 luglio 2021  |
| 27 | Episode 1126           | Episode 1126           | 16 maggio 2020    | 16 luglio 2021  |
| 28 | Episode 1130           | Episode 1130           | 23 maggio 2020    | 17 luglio 2021  |
| 29 | Episode 1127           | Episode 1127           | 11 luglio 2020    | 17 luglio 2021  |
| 30 | Episode 1128           | Episode 1128           | 18 luglio 2020    | 16 luglio 2021  |
| 31 | Episode 1129           | Episode 1129           | 25 luglio 2020    | 16 luglio 2021  |
| 32 | Episode 1131           | Episode 1131           | 1 agosto 2020     | 17 luglio 2021  |
| 33 | Episode 1132           | Episode 1132           | 8 agosto 2020     | 18 luglio 2021  |
| 34 | Episode 1133           | Episode 1133           | 15 agosto 2020    | 18 luglio 2021  |
| 35 | Episode 1134           | Episode 1134           | 17 dicembre 2020  | 18 luglio 2021  |